# 烏斯秋日納
58°50′N 36°26′E / 58.833°N 36.433°E
烏斯秋日納（俄语：У́стюжна）是俄羅斯沃洛格達州西南部的一個城市，它位于莫洛加河畔，距沃洛格達250公里。2006年总计人口10,085
人。
1252年首見於文獻。1738年設市。1808年改以現名。

## 地理
烏斯秋日納位于沃洛格達以西约250千米。它是烏斯秋日納县的县府。

## 历史
在烏格里奇的历书中1252年首次提到烏斯秋日納。1738年它获得城市的地位。由于当地的铁矿它本来被称为铁烏斯秋日納，19世纪里该名为烏斯秋日納。

### 人口发展
| 年! 人口数 |           |
| ---------- | --------- |
| 1897       | 5,100 *   |
| 1939       | 7,200 *   |
| 1959       | 8,800 *   |
| 1979       | 9,200 *   |
| 1989       | 10,000 *  |
| 2002       | 10,507 ** |
| 2006       | 10,085    |

注释：*人口普查数据（约数）；**人口普查数据（精确数）